# Мессель
Мессель (нем. Messel) — община в Германии, в земле Гессен. Подчиняется административному округу Дармштадт. Входит в состав района Дармштадт-Дибург.
Население составляет 3792 человека (на 31 декабря 2010 года). Занимает площадь 14,82 км².
Близ Месселя расположен заброшенный карьер для добычи сланца, в котором ведутся палеонтологические раскопки и было открыто значительное число видов вымерших животных эпохи эоцена.